# Iàssenevo
Iàssenevo (en rus: Ясенево) és un poble (un possiólok) de l'óblast de Rostov, a Rússia, que en el cens del 2010 tenia 298 habitants, pertany al districte de Salsk.